# Посольство Молдовы в России
Посольство Республики Молдова в Российской Федерации (рум. Ambasada Republicii Moldova în Federația Rusă) — официальная дипломатическая миссия Молдавии в России, расположена в Москве в Мещанском районе на улице Кузнецкий Мост.

## Дипломатические отношения
Правительство Российской Федерации заявило о признании независимости Республики Молдова 18 декабря 1991 года. 6 апреля 1992 года были установлены дипломатические отношения. Посольство Молдавии в России было открыто 16 октября 1992 года, одновременно состоялась аккредитация первого Чрезвычайного и Полномочного Посла Республики Молдова в Российской Федерации Петра Лучинского.

## Здание посольства
Посольство занимает трёхэтажный доходный дом Джамгаровых, построенный в 1893 году архитектором Б. В. Фрейденбергом. Симметричный фасад здания украшен львиными масками, центральная часть выделена барочным металлическим куполом с флюгером на мачте. Издательство «Товарищество М. О. Вольф» открыло здесь большой книжный магазин, после революции получивший название «Книжная лавка писателей». В начале XX века здесь размещалось «Славянское вспомогательное общество в Москве», в которое входили книгоиздатель И. Д. Сытин, писатель В. А. Гиляровский и другие общественные деятели того времени. В конце 1920-х годов в доме находилась контора организации «Международная книга», антикварным отделом которой заведовал П. П. Шибанов, затем магазин книг на иностранных языках. Здесь же работал книжный «Золотой магазин», долгое время сохранявший первоначальное оформление интерьеров двух залов, уничтоженное в 1990-х годах. До сегодняшних дней в здании продолжают работать «Книжная лавка писателей» и магазин «Дом иностранной книги». С 1950-х годов в доме размещалось представительство Молдавской ССР. С 1992 года часть здания занимает Посольство Молдавии.

## Отделы посольства
- Политический отдел
- Экономический отдел
- Консульский отдел

## Послы Молдавии в России
- Пётр Лучинский (6 апреля 1992 — 3 февраля 1993)
- Анатолий Цэрану (1993—1994)
- Валерий Пасат (26 августа 1994 — 17 марта 1997)
- Валерий Бобуцак (18 марта 1997 — 1 февраля 2002)
- Владимир Цуркан (21 марта 2002 — 29 апреля 2005)
- Василий Стурза (12 сентября 2005 — 25 сентября 2008)[8][9][10][11]
- Андрей Негуца (26 декабря 2008 — 26 апреля 2012)[12][13][14][15][16]
- Андрей Галбур (18 декабря 2012 — 6 апреля 2015)
- Дмитрий Брагиш (23 ноября 2015 — 14 марта 2017)
- Андрей Негуца (3 мая 2017 — 14 декабря 2020)[17][18][19][20]
- Владимир Головатюк (16 декабря 2020 — 19 августа 2021)[21][22][23][24][25]
- Лилиан Дарий (с 16 февраля 2022)[26][27]

## Контакты
- Адрес посольства: 107031, Москва, улица Кузнецкий Мост, 18
- Сайт: http://rusia.mfa.md/
- Консульская служба: 107031, Москва, улица Рождественка, 7